# Guvernul Chiril Gaburici
Guvernul Chiril Gaburici este un cabinet de miniștri care a guvernat Republica Moldova din 18 februarie 2015 până la 30 iulie 2015. Cabinetul și-a prezentat demisia la mijlocul lunii iunie, însă a rămas în exercițiu până la învestirea Guvernului Streleț.

## Istoric
După demisia guvernului Iurie Leancă la 10 decembrie 2014, Președintele Republicii Moldova, Nicolae Timofti, a semnat la data de 14 februarie 2014 un decret prin care Chiril Gaburici a fost desemnat candidat pentru funcția de prim-ministru după ce a fost nominalizat de PLDM și susținut de PDM, cele două formațiuni fiind membre ale Alianței Politice pentru o Moldova Europeană.
Pe 18 februarie 2015 guvernul format sub conducerea lui Gaburici, a primit votul de încredere al deputaților din parlament, decizia fiind susținută de 60 de parlamentari (din 101), membri ai fracțiunilor PLDM, PDM și PCRM.
La 4 iunie 2015 premierul Chiril Gaburici a prezentat raportul de activitate a Guvernului pentru primele 100 de zile.
La 12 iunie, în cadrul unui briefing de presă, Chiril Gaburici și-a anunțat demisia din funcția de prim-ministru al Republicii Moldova. El declara că „Consider că cetățenii sunt egali în fața legii, cred că un premier ca și fiecare cetățeni trebuie să sprijine o anchetă transparentă. Îmi pare rău că am lăsat atât timp acest subiect cu referire la studiile mele și l-am lăsat ca un instrument al jocurilor politice”[...] „Fac un apel către liderii coaliției, vreau să vadă în demisia mea un pas înainte. Îmi doresc ca la baza noului sistem de guvernare să fie pusă lupta cu corupția și continuarea investigațiilor din sistemul bancar. Sper ca demisia mea va însemna apariția unei noi majorități parlamentare”. El a mai adăugat că, pentru a schimba sistemul creat în țară, are nevoie de instrumente suplimentare și de sprijin din partea partidelor politice, de care însă Prim-ministrul nu dispune.
Pe 16 iunie 2015, după aprobarea a circa 70 de proiecte, odată cu Chiril Gaburici întreg Guvernul Gaburici și-a prezentat cererea de demisie, procedură ce are loc în conformitate cu prevederile din Constituția Republicii Moldova (art. 100, 101 alin. (3), 103), precum și a Legii cu privire la Guvern (art.6), care stipulează că, în caz de demisie a prim-ministrului, întreaga componență a guvernului își prezintă demisia în fața parlamentului. După aceasta, guvernul condus de Gaburici va avea dreptul doar de administrare a treburilor publice până la depunerea jurământului de către un nou Guvern. În acceași zi, președintele țării Nicolae Timofti a sesizat Curtea Constituțională pentru a se pronunța asupra situației. Drept urmare, la 17 iunie, Curtea Constituțională a explicat că demisia premierului a intrat în vigoare de la momentul anunțului public (12 iunie) și nu de la data emiterii hotărârii de guvern (16 iunie). Totuși, toate actele adoptate de guvern în data de 16 iunie sunt în vigoare până la momentul în care vor fi contestate la Curte. În același timp, cabinetul Gaburici rămâne a fi în exercițiu până la învestirea unui nou guvern, iar Chiril Gaburici, respectiv, rămânând în calitate de prim-ministru interimar până la desemnarea unui succesor (fie și interimar). Parlamentul a luat act de demisia prim-ministrului și a întregii componențe a cabinetului de miniștri, hotărârea cu privire la demisia guvernului fiind aprobată, cu majoritatea voturilor deputaților. Pe 18 iunie Gaburici a remis o scrisoare oficială Președintelui Republicii Moldova, anunțând și public, că refuză să asigure interimatul funcției de premier. Printr-un decret al președintelui Nicolae Timofti, la 22 iunie 2015 Natalia Gherman a fost desemnată în calitate de prim-ministru interimar. Cabinetul de miniștri a activat până la învestirea Guvernului Streleț, la 30 iulie 2015.

## Componența cabinetului
| Minister                                                                 | Nume                         | Portret                                                                | Partid       | În funcție din    | Până la         |
| ------------------------------------------------------------------------ | ---------------------------- | ---------------------------------------------------------------------- | ------------ | ----------------- | --------------- |
| Prim-ministru                                                            | Chiril Gaburici              | Chiril Gaburici (crop.)                                                | Independent  | 18 februarie      | 22 iunie 2015   |
| Prim-ministru                                                            | Natalia Gherman (interimară) | NataliaGherman̠Wien                                                     | PLDM         | 22 iunie          | 30 iulie 2015   |
| Viceprim-miniștri                                                        |                              |                                                                        |              |                   |                 |
| Viceprim-ministru, Ministru al Afacerilor Externe și Integrării Europene | Natalia Gherman              | NataliaGherman̠Wien                                                     | PLDM         | 18 februarie      | 30 iulie 2015   |
| Viceprim-ministru, Ministru al Economiei                                 | Stéphane Christophe Bridé    | Minister of Economy Stephane Bride (16690734843) (cropped)             | PDM          | 18 februarie      | 30 iulie 2015   |
| Viceprim-ministru pentru Reintegrare                                     | Victor Osipov                | Victor Osipov (2015-08-21)-01                                          | PDM          | 18 februarie      | 30 iulie 2015   |
| Miniștri                                                                 |                              |                                                                        |              |                   |                 |
| Ministru al Finanțelor                                                   | Anatol Arapu                 | Anatol Arapu (2015-07-10) 01                                           | PLDM         | 18 februarie      | 30 iulie 2015   |
| Ministru al Dezvoltării Regionale și Construcțiilor                      | Vasile Bîtca                 |                                                                        | PDM          | 18 februarie      | 30 iulie 2015   |
| Ministru al Agriculturii și Industriei Alimentare                        | Ion Sula                     |                                                                        | PLDM         | 18 februarie      | 30 iulie 2015   |
| Ministru al Mediului                                                     | Sergiu Palihovici            |                                                                        | PLDM         | 18 februarie      | 30 iulie 2015   |
| Ministru al Educației                                                    | Maia Sandu                   | Maia Sandu - MUS2559 (cropped)                                         | PLDM         | 18 februarie      | 30 iulie 2015   |
| Ministru al Sănătății                                                    | Mircea Buga                  |                                                                        | PLDM         | 18 februarie      | 30 iulie 2015   |
| Ministru al Muncii, Protecției Sociale și Familiei                       | Ruxanda Glavan               |                                                                        | PDM          | 18 februarie      | 30 iulie 2015   |
| Ministru al Culturii                                                     | Monica Babuc                 |                                                                        | PDM          | 18 februarie      | 30 iulie 2015   |
| Ministru al Transporturilor și Infrastructurii Drumurilor                | Vasile Botnari               |                                                                        | PDM          | 18 februarie      | 30 iulie 2015   |
| Ministru al Justiției                                                    | Vladimir Grosu               | Vladimir Grosu (cropped) (6751290499)                                  | PLDM         | 18 februarie      | 30 iulie 2015   |
| Ministru al Afacerilor Interne                                           | Oleg Balan                   | Oleg Balan (2015)                                                      | PLDM         | 18 februarie      | 30 iulie 2015   |
| Ministru al Tehnologiei Informației și Comunicațiilor                    | Pavel Filip                  | Pavel Filip (11322438465) cropped                                      | PDM          | 18 februarie      | 30 iulie 2015   |
| Ministru al Apărării                                                     | Viorel Cibotaru              | Viorel Cibotaru in 2015 (cropped)                                      | PLDM         | 18 februarie      | 30 iulie 2015   |
| Ministru al Tineretului și Sportului                                     | Serghei Afanasenco           |                                                                        | PDM          | 18 februarie      | 30 iulie 2015   |
| Membri ex-officio                                                        |                              |                                                                        |              |                   |                 |
| Președinte al Academiei de Științe a Moldovei                            | Gheorghe Duca                | Flickr - Ion Chibzii - The president of Academy of Sciences of Moldova | Independent  | 18 februarie 2015 | 30 iulie 2015   |
| Guvernator (Bașcan) al UTA Găgăuzia                                      | Mihail Formuzal              | Михаил Формузал                                                        | PRM          | 18 februarie      | 15 aprilie 2015 |
| Guvernator (Bașcan) al UTA Găgăuzia                                      | Irina Vlah                   | Влах Ірина                                                             | Independentă | 15 aprilie        | 30 iulie 2015   |

## Legături externe
- Cabinetul de miniștri al Republicii Moldova

| Precedat(ă) de: Guvernul Iurie Leancă | Guvernul Chiril Gaburici 18 februarie 2015 | Succedat(ă) de: Guvernul Valeriu Streleț |